# Bogoljub Nedeljković
Bogoljub Nedeljković, serb. Богољуб Недељковић, alb. Bogolub Nedelkoviq (ur. 3 września 1920 w m. Gornjasella/Gornje Selo w gminie Prizren, zm. 22 kwietnia 1986 w Belgradzie) – jugosłowiański (kosowski) działacz partyjny i państwowy, w latach 1974–1978 przewodniczący Rady Wykonawczej (premier) Socjalistycznej Prowincji Autonomicznej Kosowo.

## Życiorys
W 1941 wstąpił do Związku Komunistów Jugosławii, działał w ramach Związku Komunistów Kosowa. Od tego samego roku walczył w ramach komunistycznej partyzantki o wyzwolenie Jugosławii. Zajmował różne kierownicze stanowiska państwowe i partyjne. Był m.in. wicedyrektorem kombinatu przemysłowego „Trepça”, dyrektorem kopalni „Ajvalija” i „Obilić” oraz szefem przedsiębiorstwa kolejowego ŽTP w Kosowym Polu. Wchodził w skład władz Socjalistycznego Sojuszu Ludu Pracującego Jugosławii w prowincji autonomicznej oraz kierował strukturami konfederacji związków zawodowych SSS w Socjalistycznej Republice Serbii.
W ramach Związku Komunistów Kosowa pełnił m.in. funkcje sekretarza komitetu gminnego ZKK w Uroševacu i sekretarzem komitetu w jednym z regionów Kosowa. Od maja 1974 do 5 maja 1978 zajmował stanowisko przewodniczącego Rady Wykonawczej (de facto premiera) Socjalistycznej Prowincji Autonomicznej Kosowo. Następnie wszedł w skład Federalnej Rady Wykonawczej, formalnej egzekutywy Jugosławii.
Został pochowany na nowym cmentarzu w Belgradzie.